# 청자로 (부안군)
청자로(Cheongja-ro)는 전북특별자치도 부안군 진서면마동삼거리에서 부안군 보안면영천회전교차로를잇는 전북특별자치도의 도로이다.

## 주요 경유지
전북특별자치도
- 부안군 (진서면 . 보안면)

## 노선
전 구간 국도 제30호선에 속하므로 이에 대한 별도 표기는 생략한다.
| 이름           | 접속 노선              | 소재지        | 소재지        | 비고          |
| 참뽕로와 직결  | 참뽕로와 직결          | 참뽕로와 직결 | 참뽕로와 직결 | 참뽕로와 직결 |
| -------------- | ---------------------- | ------------- | ------------- | ------------- |
| 마동삼거리     | 변산로                 | 부안군        | 진서면        |               |
| 운호천교       |                        | 부안군        | 진서면        |               |
| 석포삼거리     | 내소사로               | 부안군        | 진서면        |               |
| 석포교         |                        | 부안군        | 진서면        |               |
| 연동교         |                        | 부안군        | 진서면        |               |
| 연동삼거리     | 베틀재로               | 부안군        | 진서면        |               |
| 만화교         |                        | 부안군        | 보안면        |               |
| 외류교         |                        | 부안군        | 보안면        |               |
| 영천회전교차로 | 국도 제23호선 (부안로) | 부안군        | 보안면        |               |
| 영전길와 직결  |                        |               |               |               |

## 주요 건물 및 시설
- S-OIL 내소사주유소 (청자로 621/석포리 697-1)
- 작도마을회관 (청자로 814/진서리 1057-3)
- 변산중학교 (청자로 921/곰소리 427)
- 진서면사무소 (청자로 926/곰소리 646)
- 새마을금고 남부안 새마을금고 본점 (청자로 953/곰소리 385)
- S-OIL 곰소주유소 (청자로 963/곰소리 256)
- 수협 부안수협 곰소지점 (청자로 989/곰소리 110)